# Sieć trakcyjna

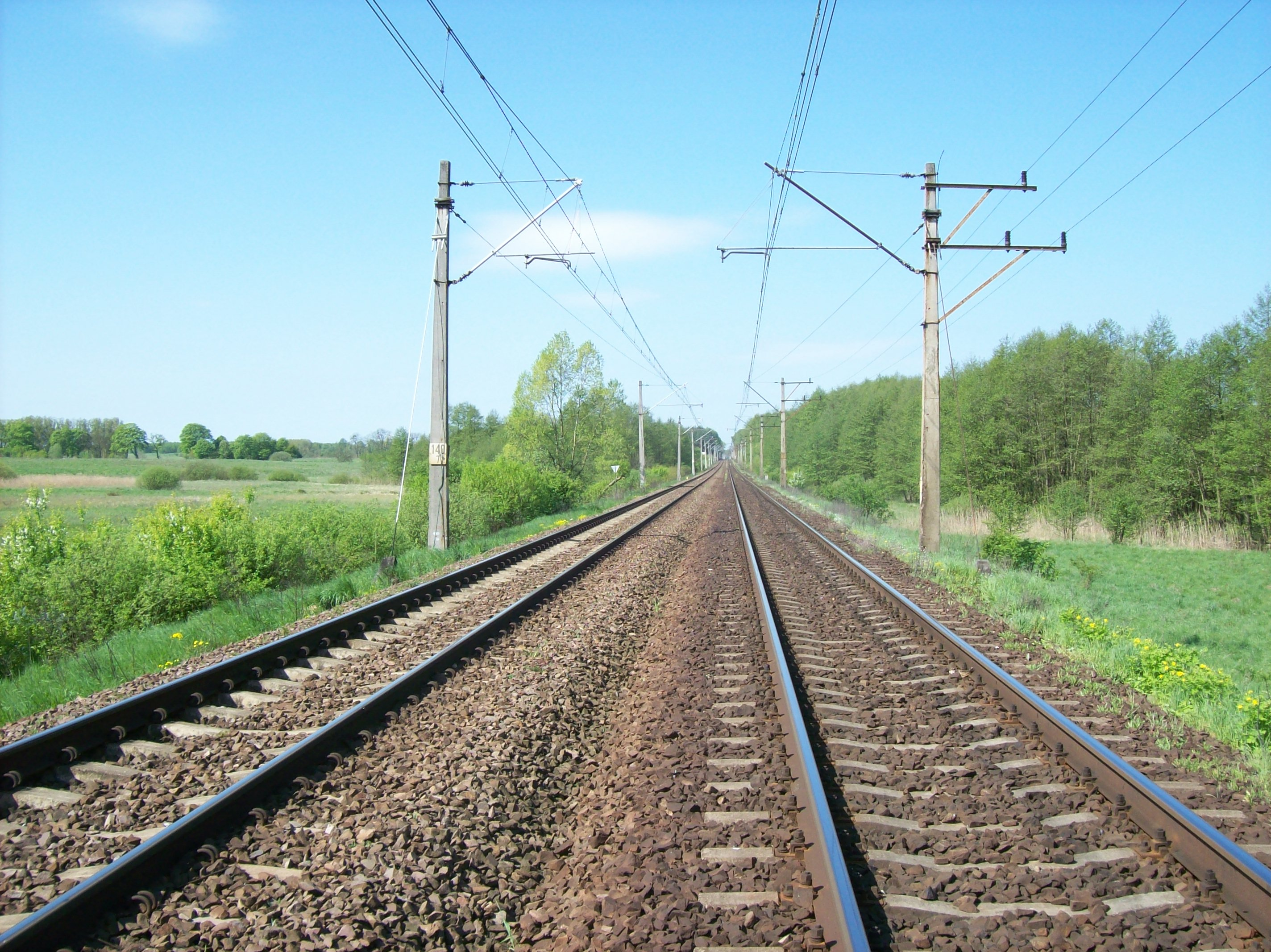
Przewody sieci trakcyjnej zawieszone nad polskimi torami

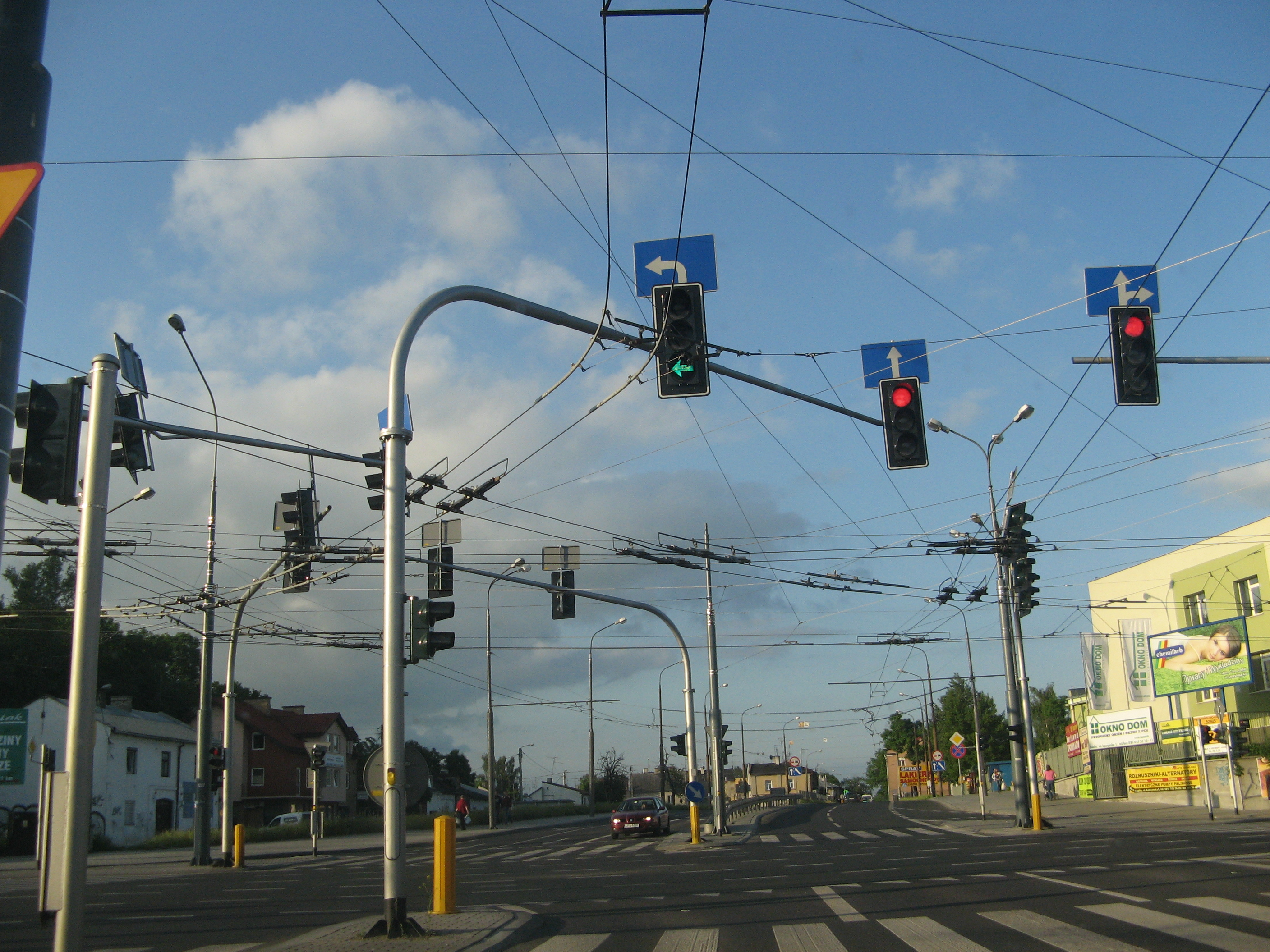
Sieć trakcyjna przeznaczona dla trolejbusów w Lublinie

Układ zasilania sieci DC

Sieć trakcyjna – zespół urządzeń umożliwiających dostarczanie energii elektrycznej do pojazdów poruszanych silnikami elektrycznymi.
Sieć trakcyjna obejmuje sieć jezdną i sieć powrotną. Sieć jezdna służąca bezpośredniemu doprowadzeniu energii elektrycznej do pojazdu trakcyjnego za pośrednictwem odbieraków prądu składa się z zespołu przewodów wraz z osprzętem sieciowym i konstrukcji wsporczych, a sieć powrotna składa się z szyn toru kolejowego oraz ich połączeń elektrycznych przewodzących prąd trakcyjny.
Do urządzeń trakcyjnych zaliczamy:
- przewody trakcyjne
- słupy trakcyjne
- elektryczne podstacje zasilające, kabiny sekcyjne oraz kabiny połączenia poprzecznego
- tory
- trzecią szynę – szynę prądową stosowaną głównie w metrze i na niektórych liniach kolejowych zamiast sieci napowietrznej; występuje w postaci szyny biegnącej wzdłuż torów obok lub pomiędzy szynami jezdnymi.

Najczęściej w sieć trakcyjną wyposażone są systemy transportowe oparte na kolei, tramwaju lub trolejbusie.
Istnieje wiele sposobów zawieszania przewodu jezdnego, które mają na celu zapewnienie jak najlepszej współpracy z odbierakiem prądu. Ma to szczególne znaczenie w kolejach dużych prędkości, w których współpraca odbieraka z siecią jest szczególnie trudna.
Najprostszą konstrukcją sieci jest sieć składająca się tylko z jednego przewodu, rozwieszonego na odpowiedniej wysokości wzdłuż toru kolejowego. Sieć dwuprzewodowa stosowana jest do zasilania trolejbusów – budowę jej komplikują urządzenia do prowadzenia odbieraków (zwrotnice, zjazdówki, krzyżownice) oraz konieczność zapewnienia izolacji międzyprzewodowej.
Historycznie sieci dwuprzewodowej używano także do zasilania lokomotyw elektrycznych wyposażonych w silniki trójfazowe bez przetwornic (Szwajcaria, Włochy). Trwają prace badawcze i doświadczalne nad zastosowaniem sieci dwuprzewodowej do zasilania ciężarówek wyposażonych w napęd hybrydowy.